# Fidschi (Schimpfwort)
Fidschi ist in Ostdeutschland eine – unter Umständen abwertende – Bezeichnung für Vietnamesen oder allgemein für Menschen mit ost- und südostasiatischem Aussehen. Der Begriff war in der Umgangssprache der späten DDR und der Neuen Bundesländer in den 1980er- und 90er-Jahren weit verbreitet. Er hatte ein breites Bedeutungsspektrum, das von einer salopp-umgangssprachlichen Bezeichnung über eine paternalistisch herablassende bis zu einer despektierlich-abwertenden Bedeutung reicht. In Texten rechtsextremer Bands wurde er als ausgesprochener Feindbegriff verwendet. Von so bezeichneten Personen wird die Bezeichnung als rassistisches Schimpfwort zurückgewiesen.
Im Duden wird das Wort in der Bedeutung „Person, die aus Indochina stammt, besonders aus Vietnam“ verzeichnet. Darüber hinaus wird darauf hingewiesen, dass die Bezeichnung im öffentlichen Sprachgebrauch als stark diskriminierend gelte und deshalb vermieden werde.

## Geschichte
Die Bezeichnung kam in der DDR für vietnamesische und allgemein asiatische Facharbeiter auf.
Märkte bzw. Einkaufsgelegenheiten, die von Asiaten betrieben werden, werden insbesondere im Grenzraum von Deutschland und Tschechien umgangssprachlich abwertend auch als „Fidschi-Märkte“ bezeichnet.